# Plethodon dunni
Plethodon dunni är en groddjursart som beskrevs av Bishop 1934. Plethodon dunni ingår i släktet Plethodon och familjen lunglösa salamandrar. IUCN kategoriserar arten globalt som livskraftig. Inga underarter finns listade i Catalogue of Life.